# Инцидент с Boeing 737 под Ричмондом
Инцидент с Boeing 737 под Сэндстоном — авиационная авария, произошедшая в воскресенье 9 июня 1996 года. Авиалайнер Boeing 737-2H5 авиакомпании Eastwind Airlines совершал рейс SGR517 по маршруту Трентон—Сэндстон, но при подлёте к аэропорту Ричмонд у него заклинило руль направления в правом положении. Самолёт опрокинулся, но пилоты смогли вывести его из сложного пространственного положения и благополучно посадили его в аэропорту Ричмонд. Все находившиеся на его борту 53 человека (48 пассажиров и 5 членов экипажа) выжили, 1 пассажир получил ранения.

## Самолёт

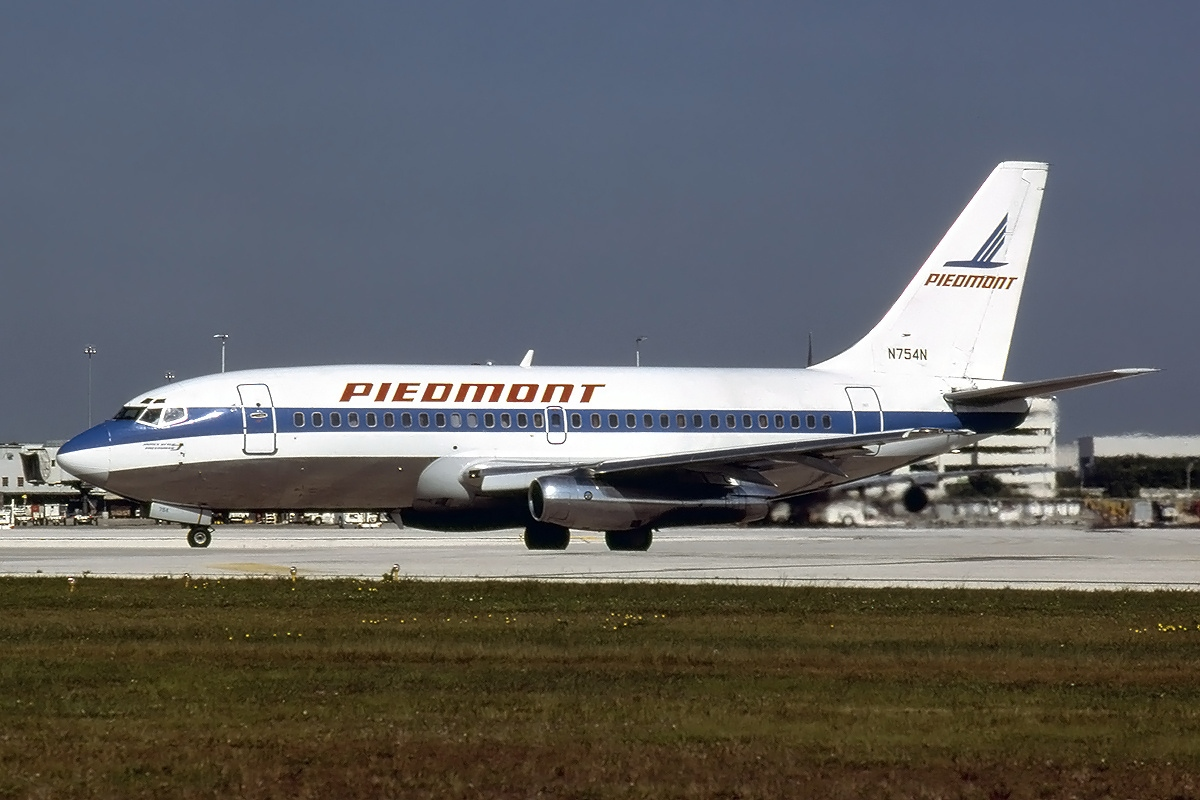
Пострадавший самолёт в 1980 году (в период эксплутации в Piedmont Airlines)

Boeing 737-2H5 (регистрационный номер N221US, заводской 20454, серийный 247) был выпущен в 1970 году (первый полёт совершил 23 сентября). Оснащён двумя турбореактивными двигателями Pratt & Whitney JT8D-9A. Эксплуатировался авиакомпаниями:
- Mey-Air[англ.] (с 27 октября 1971 года по 7 марта 1974 года, борт LN-MTD),
- Piedmont Airlines (с 15 мая 1974 года по 5 августа 1989 года, борт N754N, имя James River Pacemaker),
- USAir (с 5 августа 1989 года по 12 июля 1995 года, борт N221US).

12 июля 1995 года был куплен авиакомпанией Eastwind Airlines, бортовой номер остался тот же — N221US.

## Экипаж
Состав экипажа рейса SGR517 был таким:
- Командир воздушного судна (КВС) — Брайан Бишоп (англ. Brian Bishop).
- Второй пилот — Спенсер Гриффин (англ. Spencer Griffin).

В салоне самолёта работали трое бортпроводников.

## Хронология событий
Рейс SGR517 вылетел из аэропорта Трентон-Мерсер около 21:30 EDT, на его борту находилось 5 членов экипажа и 48 пассажиров.
В 22:00, во время захода на посадку в аэропорту Ричмонд, у самолёта внезапно отклонился руль направления в правое крайнее положение, он накренился вправо на 90° и вниз на 3°. Пилоты изо всех сил пытались выровнять самолёт отклонением штурвала влево и нажатием на левую педаль путевого управления.
Несколько секунд спустя руль направления начал работать, пилотам удалось выровнять и благополучно посадить самолёт. Все 53 человека выжили, 1 пассажир получил ранения.

## Расследование
Расследование причин инцидента с рейсом SGR517 проводил Национальный совет по безопасности на транспорте (NTSB) .
Расследованием было установлено, что причиной инцидента стала потеря управления из-за заклинивания руля направления в правом положении вследствие заклинивания клапана бустера; также стали понятны причины двух предыдущих авиакатастроф — рейса UA585 в 1991 году и рейса AWE 427 в 1994 году.

## Последствия
После расследования на всех Boeing 737 были заменены гидроприводы руля направления.

## Дальнейшая судьба самолёта
Boeing 737-2H5 борт N221US был отремонтирован и продолжил эксплуатироваться авиакомпанией Eastwind Airlines. 17 июля 1996 года (через 1 месяц и 8 дней после инцидента) во время выполнения рейса SGR507 в Трентон его пилоты стали свидетелями катастрофы рейса TWA-800.
В ноябре 1999 года был поставлен на хранение в Муниципальном аэропорту Гринвуд. В июне 2000 года был списан и разделан на металлолом.

## Культурные аспекты
Инцидент с рейсом 517 Eastwind Airlines показан в 4 сезоне канадского документального сериала Расследования авиакатастроф в серии Скрытая опасность.